# Januszowice (gmina Słomniki)
Januszowice – wieś w Polsce położona w województwie małopolskim, w powiecie krakowskim, w gminie Słomniki.
Wieś królewska, położona w drugiej połowie XVI wieku w powiecie proszowickim województwa krakowskiego, należała do klucza słomnickiego wielkorządów krakowskich. W latach 1975–1998 miejscowość należała administracyjnie do województwa krakowskiego.

## Części wsi
| SIMC    | Nazwa      | Rodzaj    |
| ------- | ---------- | --------- |
| 0335947 | Dziadówki  | część wsi |
| 0335953 | Kolonia    | część wsi |
| 0335976 | Nowa Wieś  | kolonia   |
| 0335960 | Stara Wieś | część wsi |

## Historia
W dokumencie fundacyjnym biskupa krakowskiego Iwo Odrowąża z 1222 jest wzmianka o tym, że jego brat stryjeczny, Wisław, uposażył sprowadzonych do Prandocina Cystersów posiadłościami: Prandocin, Kacice, Sakowice oraz częścią Januszowic. Druga część tej wsi należała później do klasztoru Joannitów z Zagości, ale w 1256 toczył się o nią proces między Cystersami a Joannitami. Joannici utracili Januszowice dopiero w 1320 r. na rzecz biskupa kujawskiego. Wyrok legata papieskiego głosił, że była to rekompensata za szkody wyrządzone przez nich i Krzyżaków. Jednakże Władysław Łokietek przejął posiadłość i następnie wcielił do klucza słomnickiego. Prawdopodobnie także cysterska część Januszowic została zakupiona w tym czasie przez króla.

## Zabytki
- Dwór. Obiekt został wpisany do rejestru zabytków nieruchomych województwa małopolskiego[10].